# 萊希爾 (馬里蘭州)
萊希爾（英語：Layhill）是位於美國馬里蘭州蒙哥馬利縣的一個普查規定居民點。

## 人口
根據2020年美國人口普查的數據，萊希爾的面積為4.14平方千米，當中陸地面積為4.11平方千米，而水域面積為0.02平方千米。當地共有人口5764人，而人口密度為每平方千米1,392.27人。